# Landesfeuerwehrschule Schleswig-Holstein
Die Landesfeuerwehrschule Schleswig-Holstein in Harrislee ist eine Bildungseinrichtung des Landes Schleswig-Holstein. Sie soll insbesondere die Weiterbildung des Führungskräftenachwuchses der Freiwilligen Feuerwehren und die Führungsausbildung im Katastrophenschutz sicherstellen. Die Aufgaben der Landesfeuerwehrschule als nicht-rechtsfähige Anstalt des Landes sind in § 18 des Brandschutzgesetzes geregelt.

## Standorte
Die Landesfeuerwehrschule verfügt über zwei Standorte in Harrislee, zum einen das alte Schulgebäude in der Süderstraße 46 im Ortsteil Harrisleefeld und zum anderen das ungefähr vier Hektar größen Übungsgelände Am Oxer. Das Übungsgelände verfügt über eine mehr als 1.800 Quadratmeter große Übungshalle, eine Atemschutzübungsanlage und Lehrgangsräume sowie im Außenbereich über elektrifizierte Gleisanlagen, einen Brandübungsplatz sowie Übungshäuser. Auf dem Übungsgelände Am Oxer befand sich außerdem von 2009 bis Ende 2023 die Kooperative Regionalleitstelle Nord für die Kreise Nordfriesland und Schleswig-Flensburg sowie für die Stadt Flensburg.

## Geschichte

### Entstehung der Provinzialfeuerwehrschule
1927/28 wurde als Bildungsstätte für Arbeiter und Angestellte ein Schulgebäude in der Süderstraße errichtet. Die besagte Arbeiter-Volkshochschule wurde im Jahr 1933 durch die Nationalsozialisten geschlossen. 1936 wurde im Gebäude „Provinzialfeuerwehrschule“ eingerichtet. Bereits im Oktober 1936 fand der erste Lehrgang statt.

### Gebäudenutzung während des Zweiten Weltkrieges
Ab 1940 ruhte der Lehrbetrieb. In den letzten Tagen des Zweiten Weltkrieges machten sich zahlreiche NS-Verbrecher über die Rattenlinie Nord in Richtung Flensburg auf, da sich dort im Sonderbereich Mürwik die letzte Reichsregierung einrichtete. Zwischen dem 29. April und dem 3. Mai quartierte sich das Hauptamt der Orpo unter Alfred Wünnenberg in der Feuerwehrschule ein. Aus wie vielen Personen das Hauptamt der Orpo zu diesem Zeitpunkt bestand und welchen Tätigkeiten es dort noch genau nachging, ist größtenteils unbekannt. Offenbar versuchte es primär, durch Erfassung von versprengten Ordnungspolizisten, seine Arbeitsfähigkeit herzustellen. Auch Heinrich Himmler begab sich nach Flensburg, um sich an der letzten Reichsregierung zu beteiligen, was ihm misslang. Himmler hielt sich offenbar an verschiedenen Orten rund um die Stadt Flensburg auf, da ihm ein durchgehender Aufenthalt in der Stadt zu gefährlich war. In der Zeit vom 3. Mai bis zum 6. Mai 1945 begab sich Himmler auch zur Feuerwehrschule, wo er auf dem Übungsplatz eine Rede, die vom „Sieg und Erneuerung des Großdeutschen Reiches“ handelte, hielt. In der Feuerwehrschule erhielt Himmler zudem eine Feuerwehruniform, die er offenbar zeitweise danach trug. Spätestens am 11. Mai 1945 verließ Himmler im Übrigen den Flensburger Raum wieder und flüchtete weiter nach Süden ins Niedersächsische Gebiet, wo er schließlich von britischen Soldaten gefangen genommen wurde und kurz danach am 23. Mai 1945 in Lüneburg durch Suizid starb.

### Neubeginn
1948 wurde die Landesfeuerwehrschule in eine Kaserne nach Eckernförde in die Kaserne Carlshöhe verlegt. Wegen der dort beengten Verhältnisse zog die Schule 1954 zurück an den alten Standort nach Harrislee. Dieser wurde im Laufe der Zeit erweitert, Größe und Lage waren aber für den Übungsbetrieb zunehmend ungeeignet. 1999 wurde im Gewerbegebiet Am Oxer letztlich die vollständig neue Übungsanlage errichtet.

## Aufgaben und Leistungen
Neben den gesetzlichen Aufgaben, „den Mitgliedern der Freiwilligen Feuerwehren, insbesondere dem Führungskräftenachwuchs, eine gründliche Fachausbildung durch Führungs- und Speziallehrgänge zu vermitteln sowie die Führungsausbildung im Katastrophenschutz durchzuführen“, nimmt die Landesfeuerwehrschule weitere Aufgaben wahr. Dazu gehören ergänzende Lehrgänge (etwa Workshops für Kommunalpolitiker) oder die Ausbildung von betrieblichen Selbsthilfekräften und Brandschutzhelfern.
Zum Leistungsumfang der Landesfeuerwehrschule gehören auch Online-Trainings zur Vorbereitung auf Führungslehrgänge oder ein interaktiver Online-Dialog zur Erstellung von Feuerwehrbedarfsplänen.
Im Jahr 2012 erhielt die Landesfeuerwehrschule für laufende Kosten EUR 2,1 Mio. aus der Feuerschutzsteuer. Hinzu kamen EUR 0,6 Mio. für Unterhaltung und Ausbau und EUR 0,4 Mio. für Tilgungsausgaben. Außerdem erhielten die Träger des Feuerwehrwesens EUR 1,5 Mio. an Zuweisungen für den Besuch von Lehrgängen.